# Constitución de Ecuador de 1845
La Constitución de Ecuador de 1845, denominada oficialmente como Constitución de la República del Ecuador, fue la cuarta constitución política en estar vigente en el país, y la tercera desde que pasó a denominarse como República del Ecuador. Fue redactada por la Convención Nacional en la ciudad de Cuenca. Estuvo en vigencia luego de la salida de Juan José Flores de la presidencia tras la Revolución marcista, y derogó iii Constitución (denominada peyorativamente como la Carta de la Esclavitud), que había originado las protestas.